# Víctor García de la Concha
Víctor García de la Concha (Villaviciosa, 2 gennaio 1934) è un filologo spagnolo, già presbitero della Chiesa cattolica.

## Biografia
Víctor García de la Concha è nato a Villaviciosa il 2 gennaio 1934.
Ha studiato al seminario di Oviedo e si è laureato in teologia presso la Pontificia Università Gregoriana di Roma. In seguito è stato ordinato presbitero. Negli anni '60 è stato uno stretto collaboratore dell'allora arcivescovo metropolita di Oviedo Vicente Enrique y Tarancón. Si è laureato in filologia all'Università di Oviedo. Nel 1970 ha conseguito il dottorato di ricerca con un elaborato intitolato "I percorsi poetici Ramón Pérez de Ayala". Ha ottenuto il premio straordinario per il dottorato e il premio José Fernández per la miglior tesi del 1968-1970. Successivamente è stato professore di letteratura spagnola nelle università di Valladolid, Murcia, Saragozza e Salamanca.
All'Università di Salamanca ha lanciato diverse iniziative, come l'istituzione dell'Academia Literaria Renacentista e gli incontri letterari di Verines. Nel 1984 ha lavorato come scrittore e consulente storico per la serie che Televisión Española ha dedicato a Teresa d'Avila.
Nel maggio del 1992 è entrato nella Real Academia Española, occupando il seggio con la lettera "c". Nel dicembre dello stesso anno è stato nominato segretario, e nel dicembre del 1998 direttore dell'accademia. È stato rieletto nel 2002 e nel 2006 e ha lasciato l'incarico nel 2010. Dal 1999 al 2010 è stato presidente dell'Associazione delle accademie di lingua spagnola e dal 2011 è direttore onorario della Real Academia Española e presidente onorario dell'Associazione delle accademie di lingua spagnola. Dal gennaio 2012 al gennaio 2017 è stato direttore dell'Instituto Cervantes.
Nel 2014 ha partecipato al progetto "Cómicos de la lengua" con un commento accademico su Teresa d'Avila. Nello stesso anno ha presentato il suo libro "La Real Academia Española. Vida e historia", nell'ambito degli eventi commemorativi del III centenario dell'istituzione dell'accademia. Nel 2015 ha aperto il congresso mondiale "Teresa de Jesús, patrimonio de la humanidad" ad Avila, con una presentazione su "La reforma literaria de Teresa de Jesús".
Ha ricevuto la lauree honoris causa dall'Università Brown di Providence nel 1997, dall'Università Ricardo Palma di Lima nel 2000, dall'Università pedagogica nazionale Francisco Morazán nel 2000, dall'Università dell'Avana nel 2001, dall'Università Autonoma del Nicaragua nel 2009, dall'Università di Guadalajara nel 2010, dall'Università di Valladolid nel 2001, dall'Università di Alcalá nel 2004, dall'Università Nebrija di Madrid nel 2009, dall'Università di León nel 2014 e dall'Università di Salamanca nel 2016. Dal 2000 è professore onorario dell'Università nazionale di San Marcos, in Perù, e professore onorario dell'Università Rafael Landívar di Città del Guatemala.

## Opere
È autore di una vasta opera di ricerca filologica, essendo uno specialista della letteratura ispanica del Rinascimento e degli scrittori mistici del XVI secolo. Ha dedicato numerosi studi a Giovanni della Croce, Luis de León e Teresa d'Avila. Ha anche studiato a fondo la poesia spagnola del XX secolo facendo ricerche su Juan Ramón Jiménez, Antonio Machado, Moreno Villa e León Felipe. Ha diretto la rivista Insula e le collane Austral e Clásicos Castellanos dell'editore Espasa-Calpe.
Durante il suo mandato come direttore della Real Academia Española ha potenziato il rapporto con le Accademie americane al fine di ottenere una politica linguistica pan-ispanica. Il frutto di questo lavoro sono stati il "Diccionario panhispánico de dudas" del 2005, la nuova "Grammatica della lingua spagnola" del 2009, il "Dizionario della americanismi" del 2010 e una nuova edizione dell'"Ortografia della lingua spagnola" del 2010.
Tra le sue pubblicazioni:
- La poesía española de posguerra (1973)
- El arte literario de Santa Teresa (1978)
- León Felipe: itinerario poético (1986)
- La poesía española de 1935 a 1975 (1987)
- Nueva lectura del Lazarillo (1993)
- Al aire de su vuelo: estudios sobre Santa Teresa, fray Luis de León, san Juan de la Cruz y Calderón de la Barca (2004)
- Cinco novelas en clave simbólica (2010)
- Coordinación de la edición facsimilar del códice Durán-Masaveu, cuaderno autógrafo de Lope de Vega (2011)

## Riconoscimenti
- Medaglia del Principato delle Asturie (1998)
- Medaglia d'oro della città di Salamanca (1999)
- Premio Castilla y León per le scienze sociali e umanistiche (2003)[12]
- Medaglia d'onore dell'Università internazionale Menéndez Pelayo (2003)[9]
- Lazaro Carreter Award (2009)[13]
- Premio internazionale Menéndez Pelayo (2011)[1]
- Premio professionale alla carriera, al Vodafone Journalism Awards (2012)[14]
- Premio per le scienze sociali della Fondazione Marazuela (2012)[15]